# Polygala lancifolia
Polygala lancifolia är en jungfrulinsväxtart som beskrevs av A. St.-hil.. Polygala lancifolia ingår i släktet jungfrulinssläktet, och familjen jungfrulinsväxter. Inga underarter finns listade i Catalogue of Life.

## Bildgalleri

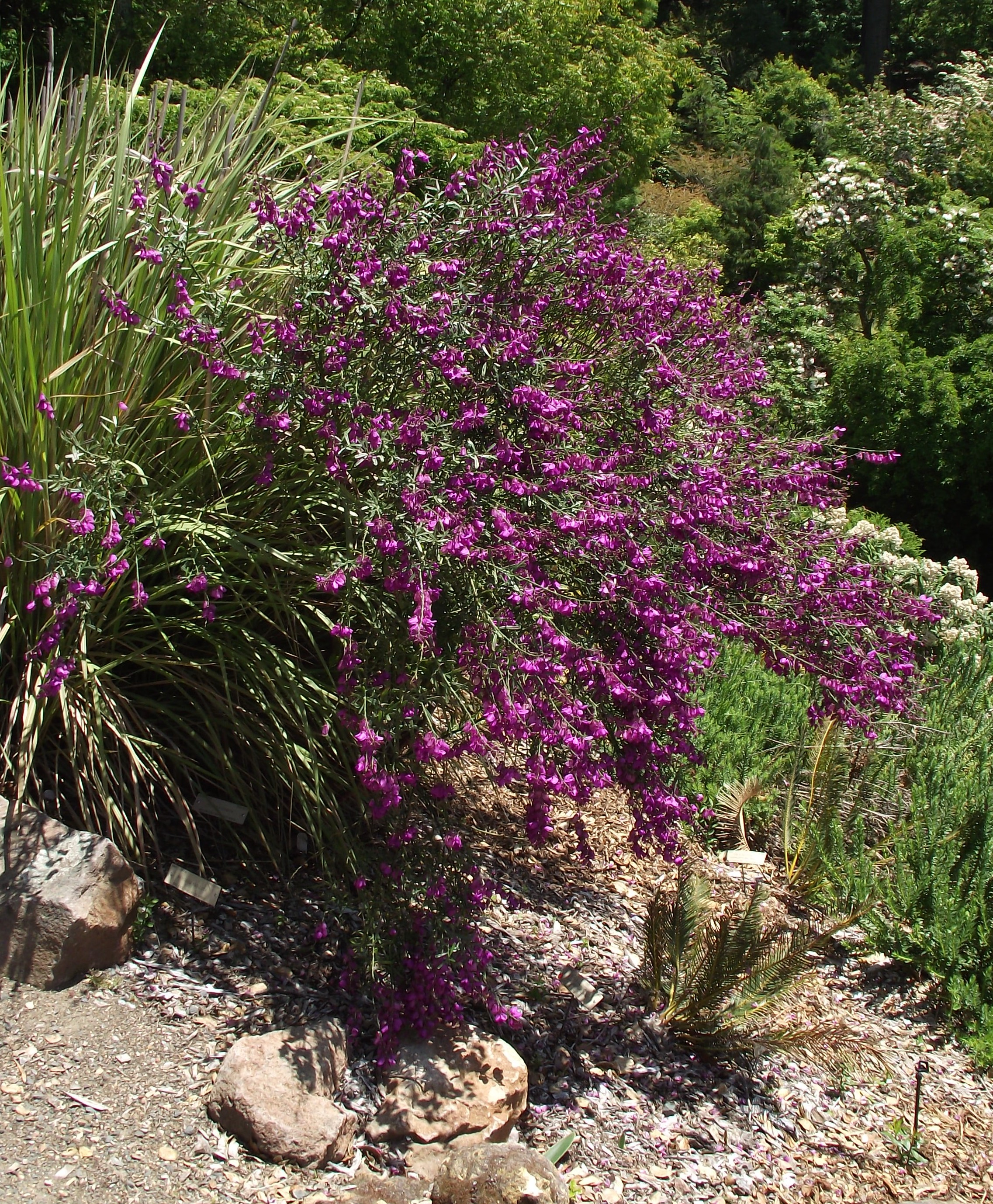